# Pygméteatern
Pygméteatern är en barnteater på Vegagatan vid Odenplan i Stockholm. Teatern har arbetat med dockteater sedan den grundades 1976 av Sten Wallin och Michael Koitzsch, som också är teaterns konstnärliga ledare.